# Лесьно (Хойницький повіт)
Лесьно (пол. Leśno) — село в Польщі, у гміні Бруси Хойницького повіту Поморського воєводства.
Населення — 1020 осіб (2011).
У 1975-1998 роках село належало до Бидгощського воєводства.

## Демографія
Демографічна структура станом на 31 березня 2011 року:
|          | Загалом | Допрацездатний вік | Працездатний вік | Постпрацездатний вік |
| -------- | ------- | ------------------ | ---------------- | -------------------- |
| Чоловіки | 495     | 154                | 310              | 31                   |
| Жінки    | 525     | 168                | 282              | 75                   |
| Разом    | 1020    | 322                | 592              | 106                  |